# 1918 au Yukon
Chronologie du Yukon
- 1914
- 1915
- 1916
- 1917
- 1918
- 1919
- 1920
- 1921
- 1922

Cette page concerne des événements d'actualité qui se sont produits durant l'année 1918 dans le territoire canadien du Yukon.

## Politique
- Commissaire : George Norris Williams (en) (intérim) (jusqu'au 1er avril)
- Commissaire de l'or : George P. MacKenzie
- Législature : 4e

## Événements
- 1er avril : le poste du Commissaire du Yukon est maintenant dissoudre. Mais il sera réformé dans 30 ans.

## Naissances
- Norman Chamberlist (en), député territoriale de Whitehorse-Est (1961, 1967-1974) († 2001)
- 6 mars : Jean Gordon, première femme à faire son entrée à l'Assemblée législative du Yukon († 5 septembre 2008)

## Décès
- 25 octobre : Lulu Mae Johnson (en), danseuse (º 1877)